# Torre dels Soldats
Torre dels Soldats – szczyt górski w Pirenejach Wschodnich. Administracyjnie położony jest na granicy Andory (parafia Escaldes-Engordany) z Hiszpanią (prowincja Lleida). Wznosi się na wysokość 2761 m n.p.m.
Na północny wschód od szczytu usytuowany jest Pic de Monturull (2754 m n.p.m.), na południowy wschód Puig Punsó (2492 m n.p.m.), natomiast na północnym zachodzie położony jest Pic Negre (2701 m n.p.m.). Na południowych stokach Torre dels Soldats swoje źródła ma strumień Torrent de la Bassa.